# روزا بريسينو أورتيز
روزا بريسينو أورتيز (بالإسبانية: Rosa Briceño Ortiz) هي عازفة بيانو فنزويلية، ولدت في 26 أبريل 1957 في كاراكاس في فنزويلا، وتوفيت في 29 مايو 2018 بسبب ابيضاض الدم.